# سرویس سلطنتی پزشکان پروازی استرالیا

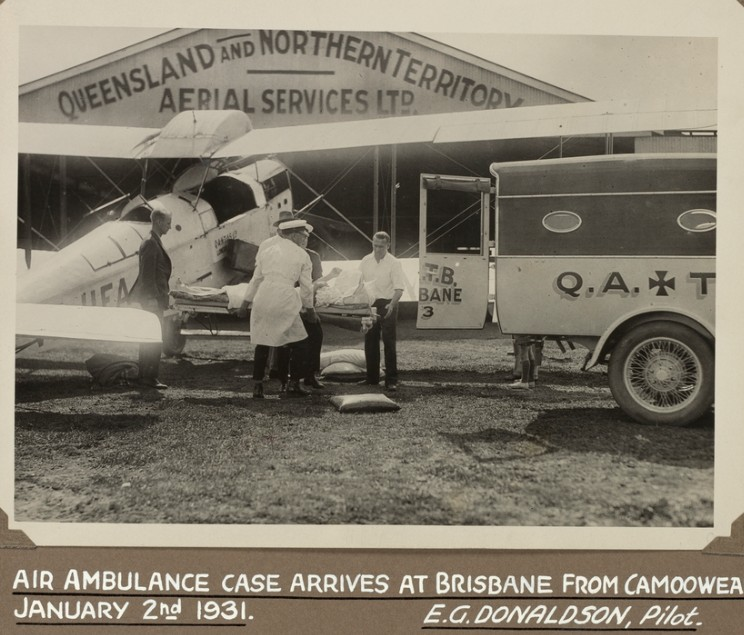
یکی از هواپیماهای سرویس پزشکان پروازی در نقش آمبولانس برای انتقال بیمار در بریزبن در سال ۱۹۳۱.

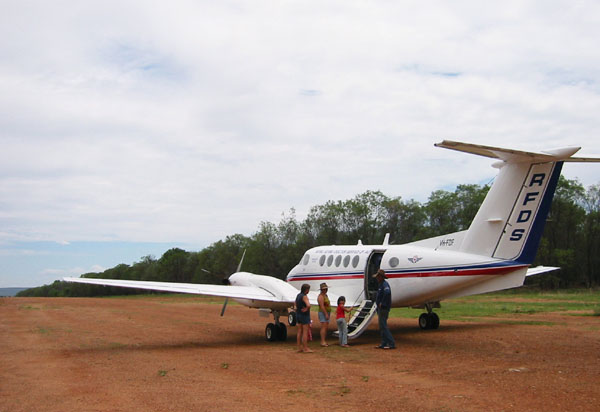
یک هواپیمای مدرن خدمات پزشکی هوایی استرالیا.

سرویس سلطنتی پزشکان پروازی (به اختصار RFDS) به طور غیررسمی با نام خدمات پزشک پروازی شناخته می‌شود نام خدمات پزشکی فراگیر در استرالیا است که اساساً با هواپیما و سایر وسایل هوانوردی صورت می‌گیرد. خدمات پزشک پروازی استرالیا یکی از بزرگترین سازمان‌های پزشکی هواپایه در سطح جهان است. این سازمان خدمات فوریت‌های پزشکی و مراقبت‌های بهداشتی اولیه را برای ساکنان مناطق دورافتاده استرالیا فراهم می‌کند. سازمان خدمات پزشک پروزی استرالیا یک سازمان غیرانتفاعی است که وظیفه‌اش فراهم‌آوری خدمات پزشکی و بهداشتی برای کسانی است که به خاطر زندگی در مناطق دورافتاده استرالیا، دسترسی به بیمارستان یا پزشک عمومی ندارند.

## تاریخچه
کشیش جان فلین که برای ارائه خدمات به ساکنان مناطق دورافتاده ایالت ویکتوریا استخدام شده بود در سال ۱۹۱۲ گزارشی ارائه داد که پایه خدمات پزشکی به مناطق دوردست محسوب می‌شود. وی در سال ۱۹۲۸ سرویس سلطنتی پزشکان پروازی در قالب همین طرح را را ایجاد کرد که مرکز آن شهر کوچک کلونکاری در غرب ایالت کوئینزلند بود. این تجربه بعدها گسترش داده شد و سرویس سلطنتی پزشکان پروازی (نام امروزی) ایجاد شد.

## وضعیت فعلی

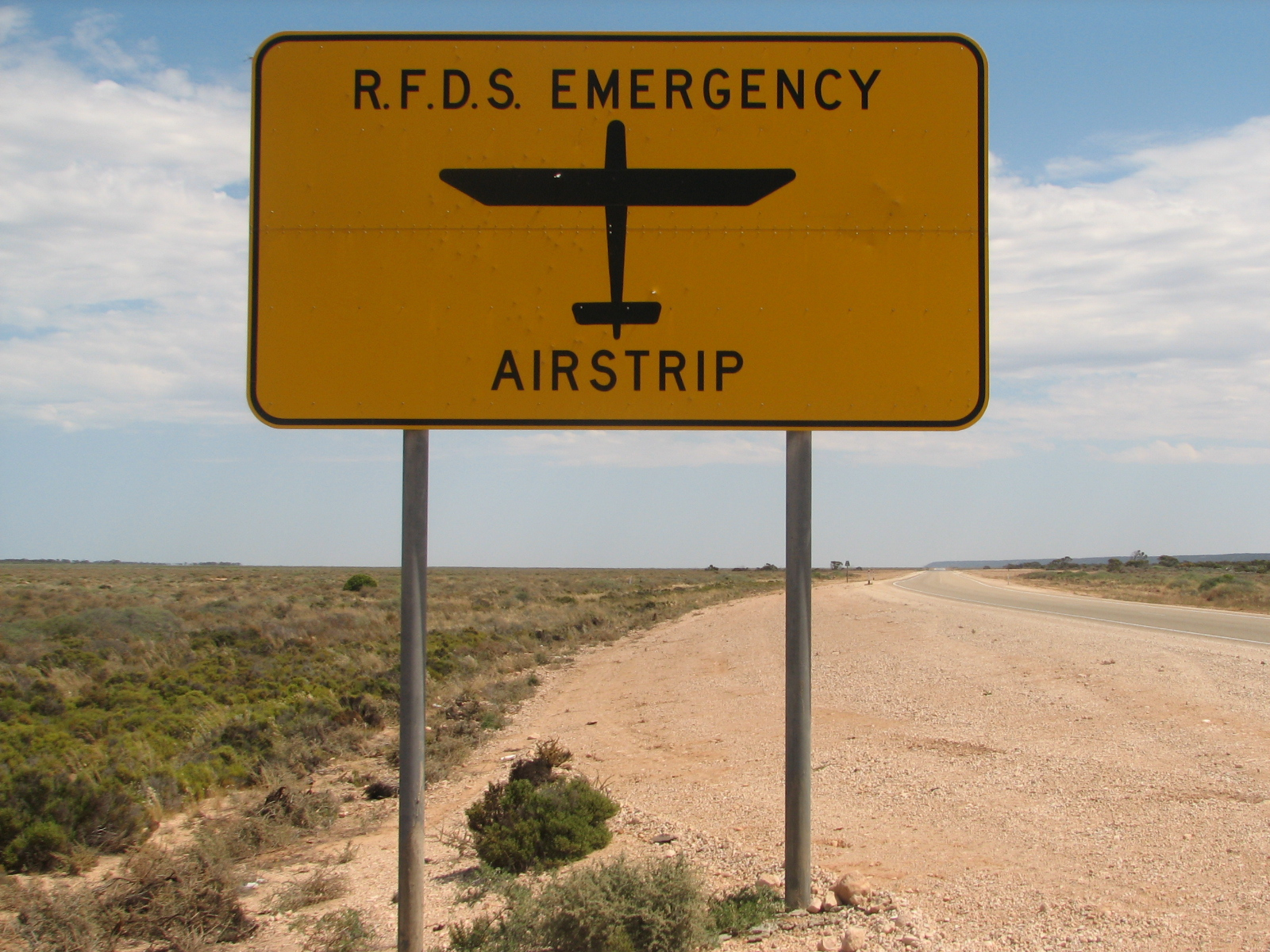
علامت محل فرود اضطراری هواپیمای خدمات پزشک هوایی در بزرگراه ایر در مرکز استرالیا.

خدمات پزشک هوایی سلطنتی امروزه هم فعالیت‌های گسترده‌ای برای جوامع کوچک و دورافتاده استرلیا ارائه می‌دهد. این خدمات شامل موارد زیر می‌شود:
- خدمات پزشکی اورژانس
- خدمات آمبولانس هوایی و انتقال سریع مصدومان و بیماران
- خدمات راه دور رادیویی و تلفنی سلامت
- درمانگاه‌های ابتدایی بهداشتی و انتقال پزشکان
- مشاوره برای پزشکان و خدمات پزشکی در مناطق دورافتاده
- انتقال بین بیمارستانی بیماران
- خدمات آموزشی و کارورزی و بورسیه ماماها[۱]

علاوه بر هواپیما از خودروهای چهارچرخ متجرک نیز برای انتقال بیماران و ارائه خدمات استفاده می‌شود.